# Белополь (Волынская область)
Белополь (укр. Білопіль) — село в Локачинской поселковой общине Владимирского района Волынской области Украины.
До 2020 года входило в Локачинский район.
Код КОАТУУ — 0722480601. Население по переписи 2001 года составляет 389 человек. Почтовый индекс — 45552. Телефонный код — 3374. Занимает площадь 1,42 км².